# 大江維光
大江 維光（おおえ の これみつ）は、平安時代後期の貴族。権中納言大江匡房の孫で、肥後守・大江維順（大江匡時）の子。官位は従四位上・式部大輔。

## 経歴
文章生から方略試に及第し、式部少輔、式部大輔等を歴任。紀伝道の大家として評判が高かった。

## 系譜
- 父：大江維順
- 母：不詳
- 妻：不詳
  - 男子：大江匡範（1140年 - 1203年） - 子孫は北小路家（半家）
  - 男子：大江時房
  - 男子：秀厳 - 若宮別当
  - 女子：藤原仲教室
  - 女子：藤原重保室 - 水谷重清母
- 養子
  - 男子：大江親光 - 実は中原広忠の子[1]
  - 男子：大江広元[2]（1148年 - 1225年）